# Juillet 1820

## Événements
- 6 juillet : affaire de la reine Caroline, accusée publiquement d’adultère par le roi George IV du Royaume-Uni. Georges IV est un souverain détesté, dont les démêlés conjugaux exacerbent les passions. Son épouse, Caroline, lassée de son inconduite, s’est exilée en Italie. De retour à Londres en juin, elle se lie avec les radicaux tandis que le roi tente vainement d’obtenir du Parlement l’annulation de son mariage. La mort de la reine Caroline en 1821 met fin au scandale mais le prestige de la monarchie s’en trouve considérablement diminué[1].

- 9 juillet : insurrection militaire des Carbonari (sociétés secrètes libérales partisane de l’unification de l’Italie) dans le royaume de Naples (Nola, Avellino et Naples). La révolte de Nola oblige Ferdinand Ier à accorder une constitution libérale au royaume de Naples (13 juillet) et prendre pour Premier ministre le chef de l’insurrection, le général Guglielmo Pepe (1783-1855)[2].

- 22 juillet : arrivée à Saint-Pétersbourg du pasteur mystique munichois Johannes Gossner[3], élu directeur de la société biblique (1820-1824).

## Naissances
- 5 juillet : William Rankine (mort en 1872), physicien écossais.